# Snooker-Saison 1979/80
Die Snooker-Saison 1979/80 war eine Serie von Snooker-Turnieren, die der Main Tour angehören. Die Turniere wurden zwischen September 1979 und dem WM-Finale am 17. Mai 1980 ausgetragen.

## Saisonergebnisse
Die folgende Tabelle zeigt die Saisonergebnisse.
| Datum                             | Turnier                                  | Austragungsort | Art                   | Sieger'         | Finalgegner        | Ergebnis |
| --------------------------------- | ---------------------------------------- | -------------- | --------------------- | --------------- | ------------------ | -------- |
| 9. Juli bis 20. Juli 1979         | Limosin International                    | Kapstadt       | Non-Ranking           | Eddie Charlton  | John Spencer       | 23:19    |
| Juli 1979                         | Kronenbräu 1308 Classic                  | Johannesburg   | Einladungsturnier     | Eddie Charlton  | Ray Reardon        | 7:4      |
| August 1979                       | Australian Masters                       | Sydney         | Non-Ranking           | Ian Anderson    | Perrie Mans        | ?        |
| August 1979                       | South African Professional Championship  | unbekannt      | Non-Ranking           | Derek Mienie    | Jimmy van Rensberg | 9:6      |
| September 1979                    | Canadian Open                            | Toronto        | Non-Ranking           | Cliff Thorburn  | Terry Griffiths    | 17:16    |
| 20. bis 27. Oktober 1979          | World Challenge Cup                      | Birmingham     | Non-Ranking           | Wales           | England            | 14:3     |
| 19. November bis 1. Dezember 1979 | UK Championship                          | Preston        | Non-Ranking           | John Virgo      | Terry Griffiths    | 14:13    |
| 7. bis 19. Dezember 1979          | Bombay International                     | Bombay         | Einladungsturnier     | John Virgo      | Cliff Thorburn     | 13:7     |
| 27. bis 30. Dezember 1979         | Pot Black                                | Birmingham     | Einladungsturnier     | Eddie Charlton  | Ray Reardon        | 2:1      |
| Januar 1980                       | Padmore / Super Crystalate International | West Bromwich  | Non-ranking           | Alex Higgins    | Perrie Mans        | 4:2      |
| Januar 1980                       | Canadian Professional Championship       | unbekannt      | Non-Ranking           | Cliff Thorburn  | Jim Wych           | 9:6      |
| 7. bis 8. Januar 1980             | Classic                                  | Manchester     | Einladungsturnier     | John Spencer    | Alex Higgins       | 4:3      |
| 27. Januar bis 29. Januar 1980    | Welsh Professional Championship          | Ebbw Vale      | Non-Ranking           | Doug Mountjoy   | Ray Reardon        | 9:6      |
| Februar 1980                      | Tolly Cobbold Classic                    | Ipswich        | Einladungsturnier     | Alex Higgins    | Dennis Taylor      | 5:4      |
| 5. bis 9. Februar 1980            | Masters                                  | London         | Einladungsturnier     | Terry Griffiths | Alex Higgins       | 9:5      |
| 13. bis 16. Februar 1980          | Irish Masters                            | Kill           | Einladungsturnier     | Terry Griffiths | Doug Mountjoy      | 9:8      |
| 24. bis 28. Februar 1980          | British Gold Cup                         | Derby          | Non-Ranking           | Alex Higgins    | Ray Reardon        | 5:1      |
| März 1980                         | Irish Professional Championship          | Belfast        | Non-Ranking           | Dennis Taylor   | Alex Higgins       | 21:15    |
| 2. April bis 3. April 1980        | Scottish Professional Championship       | Cumbernauld    | Non-Ranking           | Eddie Sinclair  | Chris Ross         | 11:6     |
| 22. April bis 5. Mai 1980         | Snookerweltmeisterschaft                 | Sheffield      | Weltranglistenturnier | Cliff Thorburn  | Alex Higgins       | 18:16    |
| 3. bis 10. Mai 1980               | Pontins Professional                     | Prestatyn      | Non-Ranking           | John Virgo      | Ray Reardon        | 9:6      |
| 10. bis 17. Mai 1980              | Pontins Camber Sands                     | Camber Sands   | Non-Ranking           | Alex Higgins    | Dennis Taylor      | 9:7      |

## Weltrangliste
Die Snookerweltrangliste wurde nur nach jeder vollen Saison aktualisiert und berücksichtigt die Leistung der letzten drei Weltmeisterschaften. Die folgende Tabelle zeigt die 16 besten Spieler der Weltrangliste der Saison 1979/80.
| Platz | Spieler         |
| ----- | --------------- |
| 1     | Ray Reardon     |
| 2     | Dennis Taylor   |
| 3     | Eddie Charlton  |
| 4     | John Spencer    |
| 5     | Cliff Thorburn  |
| 6     | Fred Davis      |
| 7     | Perrie Mans     |
| 8     | Terry Griffiths |
| 9     | Graham Miles    |
| 10    | John Virgo      |
| 11    | Alex Higgins    |
| 12    | Bill Werbeniuk  |
| 13    | Doug Mountjoy   |
| 14    | John Pulman     |
| 15    | David Taylor    |
| 16    | Patsy Fagan     |